# Yeni Novruzlu
Yeni Novruzlu è un comune dell'Azerbaigian situato nel distretto di Saatlı. 